# Bonarelli
I Bonarelli sono una famiglia italiana di origine normanna, influente nelle Marche e ad Ancona a partire dall'XI secolo.

## I primi secoli
Secondo la tradizione i Bonarelli hanno origine dal conte Guglielmo, figlio di Bonar, discendente a sua volta dai duchi di Normandia (per alcune fonti da Guglielmo il Conquistatore, poi re d'Inghilterra). Guglielmo venne in Italia con contingenti normanni, guidati da Roberto di Loritello, nipote di Roberto il Guiscardo, e da Ugo Malmusetto conte di Manoppello, prese parte all'occupazione della Marca Fermana e nel 1080, dopo il convegno di Ceprano tra Roberto il Guiscardo e il Pontefice Gregorio VII, venne investito della contea feudale di Castro (presso S. Ginesio) e di altri possedimenti, con concessioni e privilegi.
Il primo dei tre figli di Guglielmo, Bonarello (n. 1064 c.), abbandonava ben presto la dimora paterna per stabilirsi nel contado anconitano fra Pianello (Torrette) e Sappanico e partecipò alla prima crociata col fratello minore Leonardo (n. 1066 c.), che morì nel 1098 sotto le mura d'Antiochia. Dal terzo figlio, di nome ignoto, discesero diversi Bonarelli podestà di città umbre e marchigiane, tra i quali Guido, più volte podestà di Gubbio (1216-1222-1231). Della discendenza di Bonarello va ricordato Bonarello (n. 1178 c.), che eresse il castello delle Torrette, struttura di difesa e approdo per la flotta mercantile della famiglia, sottomise il suo possesso feudale alla giurisdizione di Ancona e guadagnò in tal modo di essere aggregato al patriziato anconitano.
Dalle cronache dei primi secoli apprendiamo dunque che i Bonarelli si distinsero, oltre che nelle armi e nella pubblica amministrazione, nell'attività marinara, come padroni "de navi", esercitando il commercio con Alessandria d'Egitto, con i porti della Siria e con quelli del mar Nero, compresa Costantinopoli.

## I tre rami
Marcellino nel XIV sec. iniziò il restauro e l'ampliamento del castello delle Torrette, una delle dimore di famiglia assieme a quella di Sappanico, opere ultimate dal fratello Liberio nel 1352. Con la generazione di Marcellino, l'undicesima, la famiglia si suddivise in tre rami, con capostipiti i figli di Marcellino: Bonarello (n. 1310 c.), continuatore del ramo primogenito (poi detto colonnese o senatoriale, estinto verso la fine del XVII sec.), Pasqualino (n. 1323 c.), iniziatore del ramo secondogenito e oggi superstite, e Leonardo (n. 1330 c.), capostipite del ramo terzogenito (poi detto urbinate o roveresco o marchionale, estinto agli inizi del XIX sec.).
Liberio (n. 1340 c.), del ramo primogenito, fu uomo d'armi e di mare, dalla forte tempra e tenacia, attivo nella vita cittadina dove assunse molte cariche e abile diplomatico, tra gli estensori dei nuovi Statuta cittadini. Il figlio Pietro (n. 1380 c.) fu diplomatico illustre di Ancona, presente al concilio di Costanza del 1415, dove conobbe Ottone Colonna, che, diventato Papa Martino V, gli concesse nel 1418 la facoltà di aggiungere al proprio stemma la colonna colonnese e al proprio cognome quello dei Colonna, facoltà che venne confermata dal cardinale Prospero Colonna nel 1448 ai figli Liberio e Giacomo ed estesa a tutti i loro figli, eredi e discendenti. Giacomo (n. 1410 c.), detto anche "Guercio d'Ancona" per la perdita di un occhio, dalle eccezionali doti di uomo d'armi e di governo, divenne ben presto noto negli ambienti politici e militari di tutta Italia, amministrando diverse importanti città, tra le quali Fano, Tortona, Milano, Firenze, Genova, Cremona, Parma, Forlì. Fu anche colui che entrò in possesso della tenuta feudale di Bompiano (acquistata nel 1480 dai Bompiani) e ottenne da Papa Sisto IV, nel 1483, l'investitura comitale di Castelbompiano oltre al nuovo titolo di conte Laterano. A coronamento della sua brillante carriera Papa Innocenzo VIII, con bolla del 31 ottobre 1484, nominava Giacomo senatore di Roma. All'estinzione, due secoli dopo, del ramo colonnese la primogenitura feudale passò di diritto al ramo secondogenito.
Il capostipite del ramo terzogenito, Leonardo (n. 1330 c.), fu uomo eminente nell'amministrazione e nella diplomazia cittadine e colui che fece costruire nel proprio cantiere la galea, splendida come riportano le cronache del tempo, che avrebbe trasportato Papa Urbano V nel 1367 da Avignone a Roma e nel 1370 da Roma ad Avignone. La relazione del ramo terzogenito con Urbino - che segnò l'apogeo della sua grandezza oltre che delle sue disgrazie - iniziò con Nicolò (n. 1480), che nel 1533, in seguito a vicende sfavorevoli nella sua Ancona, riparò alla corte roveresca dei duchi d'Urbino, dove il figlio Giacomo (n. 1514), oltre ad entrare in amicizia con Guidobaldo II della Rovere, trovò onori e privilegi, pur rimanendo in attivi rapporti con la sua Patria e conservando numerose cariche cittadine. Ebbe diversi figli, tra i quali Pietro (n. 1537), nei favori di Guidobaldo II, assunto ai servigi di quella corte come "generale (in capo) delle genti di guerra" del ducato e che ottenne dal duca nel 1559 l'investitura della contea d'Orciano, che nel 1571 venne convertita in marchesato, insieme al feudo di Barchi. Tale felice esistenza doveva concludersi nel 1574, quando, ad appena 37 anni, Pietro cadde in disgrazia presso Francesco Maria II della Rovere, quando questi successe al padre Guidobaldo II, e, a seguito di un sommario processo, condannato a morte e spogliato di ogni suo bene, dovette fuggire in esilio presso diverse corti italiane. Ma la famiglia fu illustrata anche dai fratelli di Pietro, Alessandro, che cadde nel 1590 alla battaglia d'Ivry, e Giovan Battista, che, al comando di una parte delle milizie d'Urbino, cadde a Lepanto nel 1571, e dai figli, Guidubaldo (n. 1563) e Prospero (n. 1582), valenti diplomatici e letterati, autore il primo della Filli di Sciro, dramma pastorale, il secondo della tragedia Il Solimano, opere che nei secc. XVI-XVII conobbero grande fortuna editoriale e teatrale.
Il ramo secondogenito e tuttora esistente iniziò, come già detto, con Pasqualino, che nel 1383 provvide alle opere di assedio e partecipò all'espugnazione e alla distruzione della fortezza di S. Cataldo in Ancona, perdendovi la vita.

## La discendenza del ramo secondogenito (superstite o attuale)
Una nuova divisione in due rami, quelli tuttora esistenti, avvenne con Antonio (n. 1399 c.), nipote di Pasqualino, che ebbe due figli, Pasqualino (n. 1435 c.) e Piergentile (n. 1436 c.), il quale ultimo lasciò il palazzo di famiglia e si stabilì nei nuovi quartieri di Capodimonte, nella giurisdizione parrocchiale di S. Francesco ad Alto, per poi tornare ad abitare, dopo la demolizione di tali quartieri, nel palazzo avito.
Un breve di Papa Innocenzo XII, in data 7 marzo 1692, riconfermava: per la famiglia di Angelo (n. 1643), discendente di Pasqualino, i titoli di patrizi di Ancona, Bonarelli della Colonna, dei conti feudali delle Torrette, conti di Castelbompiano, conti Laterani; per quella di Giovanni (n. 1645), discendente di Piergentile, i titoli di patrizi di Ancona, Bonarelli della Colonna, conti feudali di Sappanico, conti di Castelbompiano, conti Laterani.
Della discendenza di Giovanni ricordiamo Marcello (n. 1801), carbonaro e mazziniano, e Piergentile (n. 1839), patriota garibaldino.
Della discendenza di Angelo ricordiamo i pittori Godeardo (n. 1806) e Mariano (n. 1812), Guglielmo (n. 1862), sindaco di Ancona nel 1910 e nel 1911, il figlio Vittorio Emanuele (n. 1889), ambasciatore in Finlandia, Uruguay, Cuba e Guido (n. 1871), insigne geologo, paleontologo e antropologo, che condusse esplorazioni petrolifere in varie parti del mondo e individuò un livello stratigrafico internazionalmente noto come "livello Bonarelli".